# Brachiosaurus
Brachiosaurus (însemnând "reptilă cu brațe", din limba greacă "βραχιων", "braț", și "σαυρος", "șopârlă") a fost un gen de dinozauri sauropozi erbivori patrupezi, din familia Brachiosauridae, care au trăit de la sfârșitul Jurasicului, posibil până la începutul Cretacicului. Cântăreau între 30 și 80 de tone. Genul a fost denumit în acest fel deoarece membrele anterioare erau mai lungi decât cele posterioare. Acești dinozauri au fost unii dintre cele mai mari animale care au trăit pe Pământ și au devenit unii dintre cei mai faimoși dinozauri, putând fi recunoscut cu ușurință.

## Descoperire și specii

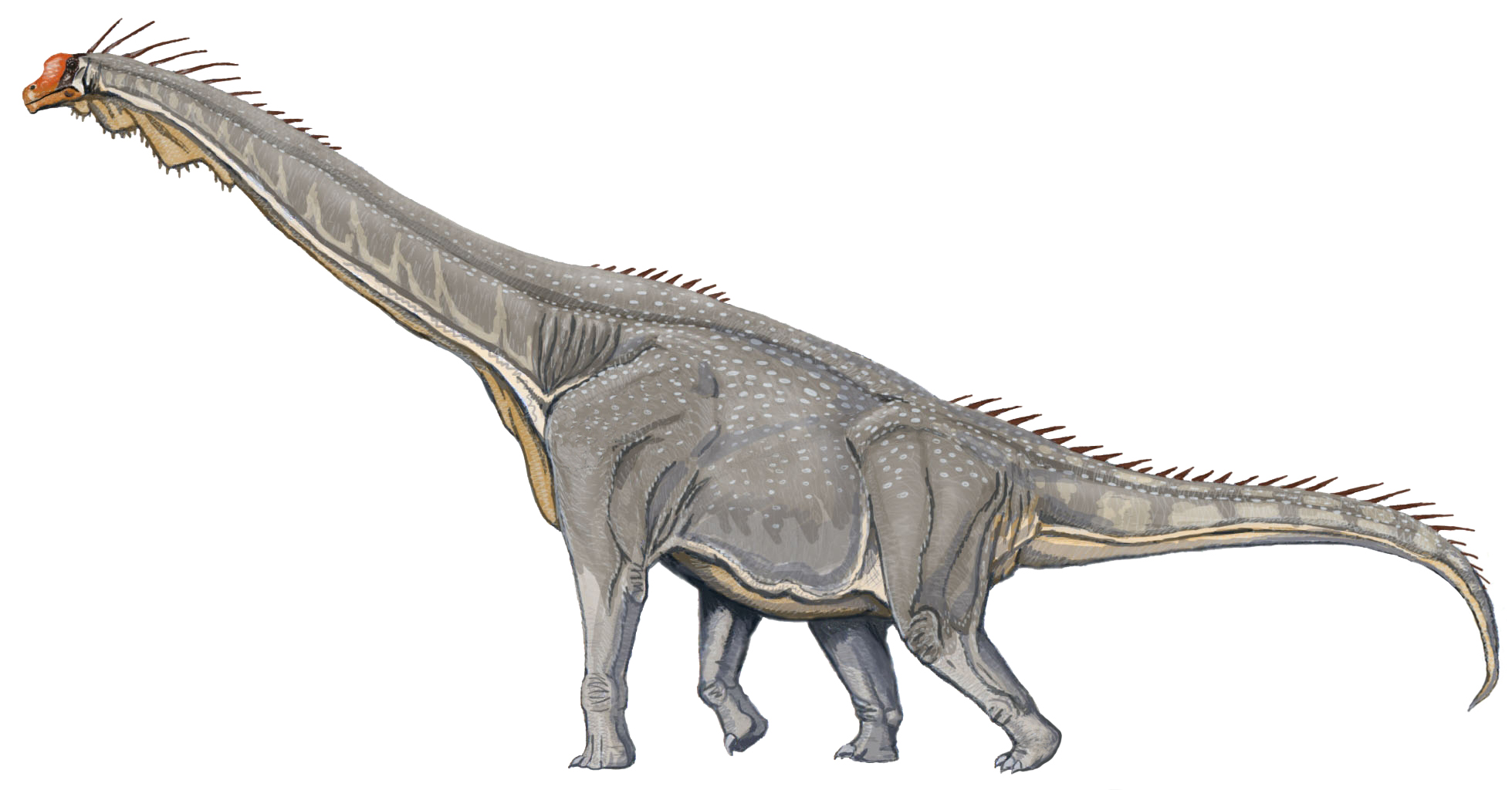
Brachiosaurus altithorax

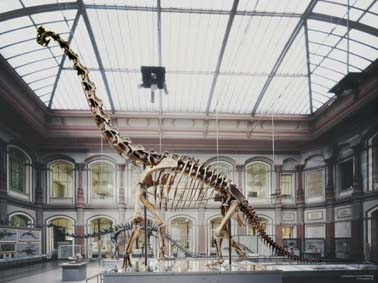
Schelet al unui Brachiosaurus brancai în Berlin.

Primul Brachiosaurus a fost descoperit în 1900 de Elmer S. Riggs, în Grand Canyon, Colorado, Statele Unite ale Americii.

## Legături externe
Materiale media legate de Brachiosaurus la Wikimedia Commons